# Nicolás Bartolomé Pérez
Nicolás Bartolomé Pérez (León, 1971) es un abogado, articulista e investigador español, miembro correspondiente de la Academia de la Lengua Asturiana y fue presidente de la Asociación Cultural Faceira desde su fundación en 2011 hasta 2017.

## Obra
Es destacada su labor de investigación en el ámbito la cultura y lengua leonesas, principalmente dentro del mundo de la tradición oral, así como en la reivindicación del desarrollo y cumplimiento del artículo 5.2 del Estatuto de Autonomía de Castilla y León, referido este a la protección, uso y promoción del leonés.
Defensor de la lengua leonesa desde una perspectiva no politizada del idioma, es autor de numerosos trabajos publicados en revistas científicas especializadas como Lletres Asturianes, Revista de filoloxía asturiana, o Revista de Folklore, así como de obras colectivas sobre la lengua y la cultura popular leonesas. Bajo su propia autoría se encuentran libros como Filandón. Lliteratura popular llionesa (2007), recopilación de refranes, cantares, cuentos, leyendas, romances y adivinanzas en asturleonés de las provincias de León y Zamora;  Mitoloxía popular del Reinu de Llión (2013), recopilación de leyendas mitológicas de las provincias de León, Zamora y Salamanca organizadas en relación con el personaje mitológico que las protagoniza; o la obra acerca también de mitología orientada al público infantil Llión Máxicu (2018), siendo también colaborador habitual en el periódico Diario de León con artículos sobre diversos aspectos relacionados con la cultura y tradiciones leonesas.
En 2018 publica el primer volumen del Diccionariu Llionés, primer diccionario bidireccional leonés - castellano y castellano - leonés con más de once mil términos leoneses categorizados gramaticalmente respecto a veinte mil correspondencias castellanas.

## Publicaciones
- Bartolomé Pérez, Nicolás (2007). Filandón. Lliteratura Popular Llionesa. (en leonés). O Limaco Edizions. ISBN 978-84-933380-7-7.
- Bartolomé Pérez, Nicolás (2012). Mitoloxía Popular del Reinu de Llión. (en leonés). Cultural Norte. ISBN 978-84-940151-5-1.
- Bartolomé Pérez, Nicolás (2018). Llión Máxicu (en leonés). Cultural Norte. ISBN 978-84-945464-7-1.
- Bartolomé Pérez, Nicolás (2018). Diccionariu Lliones, Volume I Llionés - Castellanu (en leonés). Cultural Norte. ISBN 978-84-949022-4-6.